# Herbert Traube
Herbert Traube (* 15. Juli 1924 in Wien) ist ein österreichisch-französischer Überlebender des Holocausts, der als Zeitzeuge auftritt.

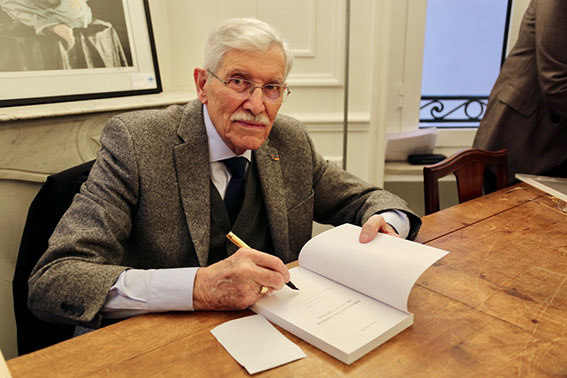
Herbert Traube beim Signieren seines Buches im Maison de France in Monaco (2017)

## Leben
Herbert Traube wurde in eine jüdische Familie geboren und wuchs in Österreich auf. Nach dem Einmarsch der Deutschen in Österreich, dem so genannten Anschluss Österreichs an das Deutsche Reich, wurde sein Vater während der Novemberpogrome 1938 verhaftet und zwischen November 1938 und März 1939 nach Dachau deportiert. Mit Hilfe des Roten Kreuzes gelang seiner Mutter mit Herbert und seiner Schwester die Flucht nach Belgien. Auf Grund des Einmarsches der Deutschen nach Belgien floh die Familie 1940 weiter nach Frankreich, wo sie als Flüchtlinge aufgenommen wurden, aber nach der Machtergreifung von Philippe Pétain als „Unerwünschte“ im Lager von Gurs interniert wurde.
Im März 1941 erfolgte eine Verlegung in das Lager von Rivesaltes, wo seine Mutter an Erschöpfung, Unterernährung und Krankheit starb. Gemeinsam mit seinem Vater gelang Herbert Traube die Flucht aus dem Lager. In Marseille konnte er sich einer Widerstandsgruppe anschließen, welche vom American Friends Service Committee getarnt war.
Bei einer Razzia am 26. August 1942 wurde sein Vater festgenommen und nach Auschwitz deportiert. Herbert Traube wurde ebenfalls verhaftet und in das Lager von Les Milles gebracht und von dort erneut nach Rivesaltes. Dort erkrankte er und konnte beim Transport nach Drancy – Richtung Auschwitz – aus dem fahrenden Zug durch die Gitterstäbe Zug und nach Marseille fliehen. Mit Hilfe der französischen Resistance gelangte Traube dort zu gefälschten Papieren, nahm eine neue Identität an und meldete sich zur Fremdenlegion. Dieser trat er im September 1942 im Alter von 18 Jahren bei und gab sich als Katholik aus Luxemburg aus. Er wurde nach Algerien geschickt und nahm am Tunesienfeldzug, an der Landung in der Provence und am Frankreichfeldzug teil. Das Kriegsende erlebte er mit seiner Kampftruppe im österreichischen Vorarlberg nahe des Eingangs zum Arlbergtunnel.
Auf Grund seiner fünfjährigen Verpflichtung bei der Fremdenlegion, diente er von 1946 bis 1947 in Indochina mit deutschen Kriegsgefangenen, die er ausbilden musste. Nach Ablauf seiner fünfjährigen Verpflichtung beschloss er, diese nicht zu verlängern und schied als Sergent aus. Im Jahr 1949 wurde er französischer Staatsbürger, gründete eine Familie, ließ sich bei Paris nieder und machte als Ingenieur Karriere als leitender Angestellter in einem elektromechanischen Konzern.
Nach Ende seiner beruflichen Karriere zog er nach Südfrankreich. In Sainte-Agnès engagierte er sich unter anderem als Gemeinderat und war 19 Jahre stellvertretender Bürgermeister, bevor er nach Menton umzog.

## Publikation
- Herbert Traube: Une odyssée peu commune de Vienne à Menton. Camp des Milles, 2016.
- Herbert Traube: Eine ungewöhnliche Odyssee: Wien Menton (anders erinnern). Theodor Kramer Gesellschaft, Wien 2021, ISBN 978-3-901602-90-0.

## Dokumentarfilm
- Herbert Traube, le destin français d'un indésirable, Film von Clara Laurent, 2022, 88 Minuten.[7]
- Herbert Traube, Film von Christian Hager, 2019, 57 Minuten.[2]

## Auszeichnungen
Herbert Traube wurde wie folgt ausgezeichnet:
- Ritter des Grimaldi-Orden[5]
- Officier de l’Ordre National de la Légion d’Honneur[9][10]
- Médaille Militaire
- Croix de Guerre 1939–1945
- Croix du Combattant Volontaire
- Croix du Combattant
- Médaille Coloniale „TUNISIE 1942–1943“
- Médaille Coloniale „EXTREME ORIENT“